# Злотский, Семён Соломонович
Семён Соломо́нович Зло́тский (род. 10 ноября 1946, Одесса) — советский и российский химик-технолог. Доктор химических наук (1977), профессор (1981). Заслуженный изобретатель БАССР (1989), заслуженный деятель науки Республики Башкортостан (2009), член-корреспондент АН Республики Башкортостан (2009).

## Биография
В 1968 году окончил Уфимский нефтяной институт. С того же года работает там ассистентом, старшим научным сотрудником, доцентом, профессором кафедры «Общая химия». В 1973 году защитил кандидатскую диссертацию «Некоторые реакции и свойства 1,3-диоксанов» в Москве, в 1977 году — докторскую диссертацию «Гомолитические жидкофазные реакции циклических ацеталей и их гетероаналогов» в Иркутске.
Член редколлегий научных журналов: Изв. ВУЗов и «Башкирского химического журнала». Член диссертационных советов в УГНТУ (с 1978) и СамГТУ (с 2006); член экспертного совета ВАК (2007). Член-корреспондент РАЕН (1995), академик РАЕН, академик Международной академии образования. Соросовский стипендиат (1994).
Супруга — музыковед Е. Р. Скурко.

## Научная деятельность
Область научных интересов С. С. Злотского: химия циклических ацеталей, их аналогов и родственных соединений. Злотским изучены гомолитические превращения 1,3-дигетероциклоалканов, что позволило создать общие методы получения разл. эфиров гликолей, галоидгидринов и др. полифункциональных, а также строение, активность диалкоксиалкильных радикалов; выполнены работы по синтезу полифункциональных насыщенных гетероциклических соединений и доказана их перспективность их в качестве растворителей, пластификаторов, ингибиторов коррозии, стабилизаторов и добавок к полимерам, биологически активных препаратов, созданы реактивы класса циклических ацеталей для органического синтеза и медико-биологических исследований.
Автор 12 монографий, около 700 научных публикаций и 234 авторских свидетельств на изобретения и патентов. Подготовил 4 доктора и 75 кандидатов наук.